# Fritz Köpcke
Fritz Köpcke (* 6. Oktober 1914 in Peine; † 15. Oktober 1990) war ein deutscher Fußballschiedsrichter des Deutschen Fußball-Verbandes.
Fritz Köpcke, Schwiegervater des ehemaligen FIFA-Schiedsrichters Klaus Scheurell, war nach dem Zweiten Weltkrieg 1946 einer der Mitbegründer der SG Wusterhausen/Dosse. 1952 erhielt er die Einstufung als Schiedsrichter der höchsten Spielklasse im Fußball in der DDR, der Oberliga, und gelangte 1955 als erster international anerkannter Schiedsrichter der DDR auf die FIFA-Liste. Bis 1967 leitete er zwei A-Länderspiele (Rumänien – ČSSR und UdSSR – Uruguay) und sechs Europacup-Begegnungen.
In den 1960er-Jahren arbeitete er als Bürgermeister der nordbrandenburgischen Gemeinde Wusterhausen/Dosse.
In seiner Zeit als Schiedsrichter der höchsten Spielklasse leitete er insgesamt drei Endspiele um den FDGB-Pokal: Am 14. September 1952 die Begegnung SG Volkspolizei Dresden gegen Einheit Pankow Berlin (3:0) im Stadion an der Normannenstraße in Berlin-Lichtenberg vor 18.000 Zuschauern, am 16. Dezember 1956 SC Chemie Halle-Leuna gegen ZASK Vorwärts Berlin (2:1) im Ernst-Grube-Stadion, Magdeburg, vor 25.000 Zuschauern sowie am 30. April 1966 das Spiel der BSG Chemie Leipzig gegen BSG Lok Stendal (1:0) im Stadion Müllerwiese, Bautzen, vor 15.000 Zuschauern.
Nach seiner aktiven Karriere wurde er zum Mitglied des DFV-Präsidiums und Vorsitzenden der Schiedsrichterkommission im DFV berufen.